# Vuelta a Boyacá
Das Straßenradrennen Vuelta a Boyacá ist ein kolumbianischer Wettbewerb im Radsport, der als seit 1973 als Etappenrennen für Berufsfahrer veranstaltet wird. Das Rennen findet im Departamento de Boyacá statt. Die erste Ausgabe fand 1976 unter dem Namen „Classica de Boyacá“ statt.

## Palmarès
- 1976  Cristóbal Pérez
- 1977  Manuel Ignacio León
- 1978  Julio Rubiano
- 1979 nicht ausgetragen
- 1980   Julio Rubiano
- 1981  Julio Rubiano
- 1982 nicht ausgetragen
- 1983  Segundo Chaparro
- 1984  nicht ausgetragen
- 1985  Omar Hernández
- 1986  Fabio Parra
- 1987  Pablo Wilches
- 1988  Néstor Mora
- 1989  Luis Alberto González
- 1990  Pacho Rodríguez
- 1991  Néstor Mora
- 1992  Juan Carlos Rosero
- 1993  Raúl Montaña
- 1994  Juan Diego Ramírez
- 1995  Félix Cárdenas
- 1996  Julio César Rangel
- 1997  Israel Ochoa
- 1998  Álvaro Sierra
- 1999  Álvaro Sierra
- 2000  Libardo Niño
- 2001  Álvaro Sierra
- 2002  Libardo Niño
- 2003  Israel Ochoa
- 2004  Víctor Niño
- 2005  Ismael Sarmiento
- 2006  Israel Ochoa
- 2007  Iván Casas
- 2008  Fernando Camargo
- 2009  Freddy Montaña
- 2010  Iván Casas
- 2011  Víctor Niño
- 2012  Óscar Sevilla
- 2013  Jahir Pérez
- 2014  Óscar Rivera
- 2015  Javier Gómez
- 2016  Óscar Rivera
- 2017  Óscar Rivera
- 2018  Germán Chaves
- 2019  Diego Camargo
- 2020 nicht ausgetragen
- 2021  Jeisson Casallas
- 2022  Rodrigo Contreras
- 2023  Rodrigo Contreras
- 2024  Adrián Bustamante